# فورد بيتيت (منزل)
بيتيت فورد (بالإنجليزية: Pettit's Ford)‏ هو منزل تاريخي أمريكي يقع في بلدة دوفر، مقاطعة يورك، ولاية بنسلفانيا. سُجل في السجل الوطني للأماكن التاريخية عام 1983.

## نبذة عامة
بُني منزل بيتيت فورد في عام 1798، وهو مبنى مستطيل الشكل من الحجر الرملي الأحمر يتكون من طابقين ونصف، وصُمم على الطراز الجورجي. يحتوي المبنى على إسطبل، وبيت المركب ومطبخ صيفي قديم. حيث أنه تقع هذه الممتلكات عند معبر قديم عبر مجرى نهر كونيواغو [الإنجليزية].